# San Nicolás de Bari (ort i Kuba)
San Nicolás de Bari är en ort i Kuba.   Den ligger i kommunen Municipio de San Nicolás och provinsen Provincia Mayabeque, i den västra delen av landet, 60 km sydost om huvudstaden Havanna. San Nicolás de Bari ligger 31 meter över havet och antalet invånare är 14 914.
Terrängen runt San Nicolás de Bari är platt, och sluttar söderut. Runt San Nicolás de Bari är det ganska tätbefolkat, med 75 invånare per kvadratkilometer. Närmaste större samhälle är Güines, 13,1 km väster om San Nicolás de Bari. Omgivningarna runt San Nicolás de Bari är en mosaik av jordbruksmark och naturlig växtlighet.